# Dino Da Costa
Pour les articles homonymes, voir Da Costa.
Dino Da Costa (né le 1er août 1931 à Rio de Janeiro au Brésil et mort le 10 novembre 2020 à Vérone) est un footballeur brésilien naturalisé italien (oriundo) des années 1950 et 1960, qui évoluait au poste d'attaquant.

## Biographie

### Club
Il joua dans un club brésilien, Botafogo, remportant en 1951 un tournoi municipal de Rio de Janeiro de football. À la suite de la tournée de l'AS Rome au Brésil en 1955, il signe dans ce club. Il fit la suite de sa carrière en Italie.
Il joua pour différents clubs italiens (AC Fiorentina, AS Rome, Atalanta Bergame, Juventus (disputant son premier match le 22 septembre 1963 lors d'une défaite 1-0 contre Modène), Hellas Vérone et Ascoli Calcio 1898), remportant trois coupes d'Italie (1961, 1963 et 1965), et une Coupe d'Europe des vainqueurs de coupe de football en 1961. Il termina aussi meilleur buteur du championnat italien en 1957 avec 22 buts inscrits.
Avec Ascoli Calcio 1898, il fut entraîneur-joueur le temps d'une saison en Serie C (1967-1968).

### Sélection
En tant que milieu ou attaquant, Dino Da Costa fut international italien lors d'un match pour un but. Il joua le 15 janvier 1958, à Belfast, contre l'Irlande du Nord, dans le cadre des éliminatoires de la Coupe du monde 1958, qui se solda par une défaite (1-2). Il est le seul buteur de ce match du côté italien à la 56e minute.

## Clubs
- 1948-1955 :  Botafogo
- 1955-1960 :  AS Rome
- 1960-1961 : →  AC Fiorentina (prêt)
- 1961- novembre 1961 :  AS Rome
- novembre 1961-1963 :  Atalanta Bergame
- 1963-1966 :  Juventus FC
- 1966-1967 :  Hellas Vérone
- 1967-1968 :  Ascoli Calcio 1898 (entraîneur-joueur)

## Palmarès
| Botafogo - Tournoi municipal de Rio (1) : - Vainqueur : 1951. |  | AS Rome - Championnat d'Italie : - Meilleur buteur : 1956-57. |  | Fiorentina - Coupe d'Italie (1) : - Vainqueur : 1960-61. - Coupe d'Europe des vainqueurs de coupe (1) : - Vainqueur : 1960-61. |  | Atalanta - Coupe d'Italie (1) : - Vainqueur : 1962-63. |  | Juventus - Coupe d'Italie (1) : - Vainqueur : 1964-65. - Coupe des villes de foires : - Finaliste : 1964-65. |